# 踅孜镇
踅孜镇，是中华人民共和国河南省信阳市潢川县下辖的一个乡镇级行政单位。

## 行政区划
踅孜镇下辖以下地区：
踅孜街社区、踅孜村、两河村、淮南村、胜淮村、张湾村、八里村、宋大桥村和罗港村。